# Cop Out
Cop Out är en amerikansk långfilm från 2010 i regi av Kevin Smith, med Bruce Willis, Tracy Morgan, Kevin Pollak och Seann William Scott i rollerna.

## Handling
Poliserna "Jimmy" Monroe (Bruce Willis) och Paul Hodges (Tracy Morgan) är totala motsatser till varandra. Monroe följer reglerna och tar ingen skit medan Hodges är en lös kanon som bara väntar på att orsaka problem. Trots detta har de lyckats vara partners i nio år utan att döda varandra. Efter att Hodges fått dem båda avstängda utan lön bestämmer sig Monroe sig för att sälja ett värdefullt baseballkort för att betala för sin dotters bröllop. Men butiken han säljer kortet till blir rånad och nu är de båda poliserna på jakt, utan regler.

## Rollista
| Bruce Willis          | – Detective James "Jimmy" Monroe |
| Tracy Morgan          | – Detective Paul Hodges          |
| Kevin Pollak          | – Hunsaker                       |
| Seann William Scott   | – Dave                           |
| Sean Cullen           | – Captain Jack Romans            |
| Jason Lee             | – Roy                            |
| Rashida Jones         | – Debbie Hodges                  |
| Adam Brody            | – Barry Mangold                  |
| Guillermo Diaz        | – Poh Boy                        |
| Cory Fernandez        | – Juan Diaz                      |
| Michelle Trachtenberg | – Ava Monroe                     |
| Ana de la Reguera     | – Gabriela                       |
| Jim Norton            | – George                         |
| Fred Armisen          | – Rysk advokat                   |
| Hannah Ware           | – Mrs. Armisen                   |
| Susie Essman          | – Laura                          |
| Mark Consuelos        | – Manuel                         |
| Ernest O'Donnell      | – Maskerad man #1                |
| Jayce Bartok          | – Eddie                          |

## Produktion
Filmen spelades in på flera platser i och kring New York.

## Mottagande
Filmen blev en av de största flopparna under 2010, med stora stjärnor som Bruce Willis och Tracy Morgan lyckades filmen endast spela in $44 miljoner dollar. Kritikerna var inte heller särskilt förjusta i filmen, enligt recensionssiten Rotten Tomatoes var bara 19% av 159 insamlade recensioner positiva.